# Universitetet i Zagreb
Universitet i Zagreb (kroatisk: Sveučilište u Zagrebu, latin: Universitas Studiorum Zagrabiensis) er det største universitet i Kroatien og det ældste stadig fungerende universitet i centraleuropa syd for Wien i hele det sydøstlige Europa. Ifølge Shanghai Academic Ranking of World Universities var universitet i 2011 blandt de 500 bedste i Verden.
Universitetet i Zagreb blev grundlagt i 23. september 1669, da kejser Leopold 1. udstedte et dekret, der tillod etablering af et jesuitisk akademi i Zagreb. Universitetet blev drevet af jesuiterne, indtil Jesuiterordenen blev opløst af Pave Clemens 14. i 1773.

## External links
- Official website

- Wikimedia Commons har flere filer relateret til Universitetet i Zagreb

45°48′38.42″N 15°58′12.35″Ø / 45.8106722°N 15.9700972°Ø